# Spectrum Center
Spectrum Center (tidligere Time Warner Cable Arena og Charlotte Bobcats Arena) er en sportsarena i Charlotte i North Carolina, USA, der er hjemmebane for NBA-holdet Charlotte Hornets. Arenaen har plads til ca. 20.000 tilskuere, og blev indviet den 21. oktober 2005. 
Spectrum Center er desuden ofte arrangør af koncerter, og Bon Jovi, Red Hot Chili Peppers, Rolling Stones, U2 og Aerosmith er blandt de navne der har optrådt i arenaen.